# بنكوي عشاير كل تشاه (كوهستان)
بنكوي عشاير كل تشاه (بالفارسية: بنکوی عشایر کل چاه) هي قرية تقع في إيران في Kuhestan Rural District. يقدر عدد سكانها بـ 37 نسمة .